# Оріоло
Оріоло (італ. Oriolo) — муніципалітет в Італії, у регіоні Калабрія,  провінція Козенца.
Оріоло розташоване на відстані близько 400 км на південний схід від Рима, 130 км на північ від Катандзаро, 85 км на північ від Козенци.
Населення — 2270 осіб (2014).
Щорічний фестиваль відбувається 23 квітня. Покровитель — святий Юрій.

## Демографія
Населення за роками:

Станом на 1 січня 2023 року в муніципалітеті офіційно проживали 32 іноземці з 6 країн, серед них 25 громадян країн Євросоюзу.

## Сусідні муніципалітети
- Альбідона
- Алессандрія-дель-Карретто
- Амендолара
- Канна
- Кастрореджо
- Черсозімо
- Монтеджордано
- Нокара
- Розето-Капо-Спуліко
- Сан-Джорджо-Лукано